# Darryl McDaniels
Darryl Matthews McDaniels, noto anche con lo pseudonimo di DMC (New York, 31 maggio 1964), è un rapper statunitense.
Fu membro del leggendario gruppo hip hop dei Run DMC. Andava alla St. John's University di New York, come afferma orgogliosamente in Sucker MC's. McDaniels era uno degli MC del gruppo, insieme al cofondatore e amico Joseph "Run" Simmons. Il lavoro della band è considerato da molti inventivo ed originale, usando numerosi stili rivoluzionari, inclusa l'opera del DJ Jam Master Jay.

## Biografia

### Gli inizi
Darryl iniziò ad interessarsi della musica hip-hop dopo aver ascoltato le registrazioni di Grandmaster Flash & the Furious Five. Nel 1978, McDaniels imparò da solo l'arte del DJing nel seminterrato in casa dei suoi genitori, usando i piatti e il mixer prestatogli dal fratello maggiore, Alford. In quegli anni adottò lo pseudonimo di "Grandmaster Get High".

### Nascono i Run DMC
Un anno dopo, McDaniels vendette i suoi strumenti da DJ, dopo che il suo amico Joseph "Run" Simmons ne comprò di nuovi. Dopo che Jason Mizell, a.k.a. Jam Master Jay, il migliore DJ di quegli anni dalle parti di Hollis Queens, si unì al gruppo , Run lo spronò a fare l'MC piuttosto che il DJ. Con il passare del tempo, Darryl iniziò a preferire il rapping, e adottò il soprannome di "Easy D". Nel 1981, lasciò il nome di "Easy D" a favore di "DMcD", la sigla che usava per firmare i lavori a scuola, e più avanti il più breve "DMC". D.M.C. sta per "Devastating Mic Controller", oppure deriva dal nomignolo d'infanzia, "Darryl Mac".

### 1997: l'inizio della crisi
Nel 1997, DMC iniziò a scivolare in uno stato di profonda depressione. Cominciò ad essere molto scontento della vita da palcoscenico. Odiava stare lontano dalla moglie e dal figlio nato da poco. Per alleviare il dolore, beveva a dismisura ed iniziò a fare uso di droghe. McDaniels si era già fatto una reputazione come alcolista. Venne arrestato due volte per atti osceni in luogo pubblico e guida in stato di ebbrezza. Durante il tour, McDaniels notò che la sua voce stava cedendo. Questo sintomo venne poi diagnosticato come disfonia spasmodica, una malattia vocale che provoca spasmi involontari dei muscoli della laringe. Crede che questo sia causato dall'eccessivo vigore con cui DMC si esibiva, aggiunto ai suoi problemi di alcolismo.

Intanto, Darryl iniziò ad essere in contrasto con i compagni. Grande fan di artisti come The Beatles, Bob Dylan, Elton John e Harry Chapin, voleva rendere più lento e soft il sound dei Run DMC, per adattarsi ai suoi problemi di voce. Run, al contrario, volle continuare con i suoni hard rock e aggressivi per i quali la band era famosa. Questi disaccordi fecero stare DMC in disparte durante le registrazioni di Crown Royal (infatti appare in sole tre canzoni).
Dopo aver superato depressione e istinti suicidi, McDaniels scrisse la sua autobiografia. Intanto la madre, Bannah, rivelò che Darryl venne adottato quando aveva tre mesi. Secondo Bannah, la sua vera madre era una donna di origini della Repubblica Dominicana di nome Bernada Lovelace. Rivelò anche che DMC nacque ad Harlem (Manhattan) e non Hollis (Queens). La sua autobiografia, King of Rock: Respect, Responsibility, and My Life with Run-DMC (Re del Rock: Rispetto, Responsabilità e la mia Vita con i Run DMC), uscì nel gennaio 2001.

### Debutto da solista
Nel marzo del 2006, McDaniels pubblicò il suo album di debutto da solista, Checks Thugs and Rock N Roll. Il primo singolo, Just Like Me, contiene un estratto dalla canzone di Harry Chapin Cat's in the Cradle, eseguito dalla salvatrice di Darryl, Sarah McLachlan.
Nel settembre del 2017 esce il settimo album del rapper italiano Caparezza, Prisoner 709, in cui McDaniels collabora nella quarta traccia, Forever Jung.